# Cyrus z Aleksandrii
Cyrus z Aleksandrii (zm. 642) – melchicki (chalcedoński) patriarcha Aleksandrii w latach 631–642.

## Życiorys
Pertraktował z Arabami za co został w 639 lub 640 r. deponowany przez cesarza Herakliusza. W 641 r. ponownie został biskupem Aleksandrii, lecz w końcu musiał oddać miasto Arabom.
Spośród pism Cyrusa z Aleksandrii zachowały się trzy listy do Sergiusza – patriarchy Konstantynopola.